# 1988 en Tunisie
Chronologie de la Tunisie
- 1984
- 1985
- 1986
- 1987
- 1988
- 1989
- 1990
- 1991
- 1992

Cet article présente les faits marquants de l'année 1988 en Tunisie ou relatifs à la Tunisie.

## Événements
- 23 janvier : le gouvernement annonce la reprise de ses relations diplomatiques avec l'Égypte après une rupture de huit ans consécutive à la signature des accords de Camp David.
- 4-8 février : le colonel Mouammar Kadhafi est en visite officielle à Tunis[1].
- 27 février : le Parti socialiste destourien se transforme en Rassemblement constitutionnel démocratique.
- 18 mars : les amendes prononcées par jugement contre les médias des partis d'opposition pour infraction au Code de la presse sont amnistiées.
- 30 avril : le président Zine el-Abidine Ben Ali décide de gracier l'ancien ministre de l'Économie nationale Ahmed Ben Salah ; il gracie également, le 14 mai, le président du Mouvement de la tendance islamique, Rached Ghannouchi, que la Cour de sûreté de l'État avait condamné le 27 septembre 1987 aux travaux forcés à perpétuité.
- 25 juillet : une révision de la Constitution supprime la présidence à vie et limite le nombre de mandats à trois, chacun d'une durée de cinq ans.
- 12-14 septembre : le président Zine el-Abidine Ben Ali est en voyage officiel en France[1].
- 7 novembre : le Pacte national est signé entre le pouvoir et les principales forces politiques à l'exception des islamistes.
- 13 décembre : Yasser Arafat prononce un discours devant la conférence des Nations unies réunie à Genève ; il accepte l’existence d’Israël, admet les résolutions 242 et 338 et dénonce l’action terroriste, dernier point précisé le lendemain lors d’une conférence de presse ; le secrétaire d’État américain George P. Shultz annonce le même jour que son administration décide « d’engager un dialogue substantiel avec l’OLP » à Tunis[2].

## Sports
- Tunisie aux Jeux olympiques d'été de 1988

### Athlétisme
- Championnats de Tunisie d'athlétisme 1988

### Football
- Équipe de Tunisie de football en 1988
- Championnat de Tunisie de football 1987-1988
- Championnat de Tunisie de football 1988-1989
- Coupe de Tunisie de football 1987-1988
- Coupe de Tunisie de football 1988-1989

### Handball
- Championnat de Tunisie masculin de handball 1987-1988
- Championnat de Tunisie masculin de handball 1988-1989

### Lutte
- Championnats d'Afrique de lutte 1988

### Volley-ball
- Équipe de Tunisie de volley-ball en 1988
- Championnat de Tunisie masculin de volley-ball 1987-1988
- Championnat de Tunisie masculin de volley-ball 1988-1989

## Culture
- Arab, film tunisien réalisé en 1988 par Fadhel Jaïbi et Fadhel Jaziri est une adaptation de la pièce de théâtre éponyme représentée en 1987[3] ; les réalisateurs sont deux des créateurs du Nouveau Théâtre de Tunis, avec Mohamed Driss et Jalila Baccar, le groupe se séparant en 1988 après ce film[4].
- Camp de Thiaroye, film dramatique algéro-tuniso-sénégalais d'Ousmane Sembène (ancien tirailleur sénégalais) et Thierno Faty Sow présenté à la Mostra de Venise8, évoque ce qui sera appelé le massacre de Thiaroye ; il participe au retour de cet événement dans la mémoire et l'historiographie[5].
- Les Sabots en or, film tunisien réalisé en 1988 par Nouri Bouzid.

## Naissances en 1988
- Naissance en Tunisie en 1988

## Décès en 1988
- Décès en Tunisie en 1988